# مرانة (ريف دمشق)
مرانة قرية سوريّة تتبع إداريّاً لمحافظة ريف دمشق منطقة مركز ريف دمشق ناحية الكسوة، بلغ تعداد سكانها 1,176 نسمة حسب التعداد السكاني لعام 2004.